# Folkeafstemningen i Tyskland 1934
Folkeafstemningen i Tyskland 1934 var en folkeafstemning om sammenlægningen af stillingerne som kansler og præsident, afstemningen blev afholdt i Tyskland den 19. august 1934, sytten dage efter præsident Paul von Hindenburg død. Den tyske ledelse forsøgt at få godkendt Adolf Hitlers overtagelse af højeste lederskab. Det overvældende flertal af denne folkeafstemning tillod Hitler at kræve offentlig støtte til hans aktiviteter som Führer og de facto statsoverhoved i Tyskland. Faktisk havde han antaget disse kontorer og beføjelser umiddelbart efter von Hindenburg død og brugte folkeafstemningen til at legitimer dette skridt, herefter kunne Hitler bruge titlen Führer und Reichskanzler (dansk: Fører og kansler).
Støtten til sammenlægning af posterne som kansler og præsident var størst i Østpreussen, hvor 96% stemte for. den var svageste støtte var i Hamburg, hvor knap 80% stemte for. Denne regionale forskel var identisk med den i folkeafstemningen 1933. Den store mangel på støtte i Hamburg, fik i 1933 Hitler til at erklære en national helligdag den 17. august 1934, så han kunne tale til det tyske folk direkte over 4,3 millioner registrerede radioapparater. Af den demokratiske karakter af folkeafstemningen, skriver politolog Arnold Zurcher at "der var uden tvivl en hel del af "immaterielt officiel pres", men [sandsynligvis meget lidt] ligefrem tvang og intimidering ved stemmeurnerne.".

## Resultat
| Folkeafstemningen i Tyskland 1934 |            |        |
| Valg                              | Stemmer    | %      |
| Ja                                | 38.394.848 | 88.1   |
| Ja                                | 4.300.370  | 9.9    |
| Ugyldige og blanke stemmer        | 873.668    | 2.0    |
| Totale stemmer                    | 43.568.886 | 100,00 |
| Kilde: Nohlen & Stöver            |            |        |

## Links
- Propagandaplakat zur Volksabstimmung Arkiveret 11. september 2013 hos  Wayback Machine
- Gesetz über das Staatsoberhaupt des Deutschen Reichs und Erlaß des Reichskanzlers zum Vollzug des Gesetzes über das Staatsoberhaupt des Deutschen Reichs vom 1. August 1934, 1. und 2. August 1934 Arkiveret 25. december 2014 hos  Wayback Machine (PDF; 17 kB)